# Peršokšna
Peršokšna je řeka 4. řádu ve východní části Litvy, ve Vilniuském kraji, v okrese Švenčionys. Je to levý přítok řeky Lakaja, do které se vlévá u vsi Lamanina, 6,3 km od jejího soutoku s řekou Žeimena. Vytéká z jezírka 0,4 km na západ od vsi Serlediškis pod názvem Dumblė. Teče zpočátku krátce k severu, lomeným obloukem obtéká od severu ves Serlediškis, dále pokračuje k jihu, později k jihozápadu, až těsně pře přítokem do jezera Dumblys se stáčí k jihovýchodu, za jezerem protéká malebným městečkem Labanoras, nevyhlášeným skanzenem východní Litvy. Po soutoku s říčkou Labanoras, která vytéká z jezera Labanoras přebírá její název Labanoras a stáčí se k jihu, protéká jezerem Peršokšnai, za kterým se již nazývá Peršokšna. Za tímto jezerem pokračuje směrem celkově k jihovýchodu lesním masívem Labanoro Giria a stále více meandruje. Od výtoku z jezera Peršokšnai je součástí chráněného území ichtyologické rezervace Žeimenos ichtiologinis draustinis. Většina toku protéká poměrně řídce obydleným územím. Koryto řeky bývá poměrně mělké, plné vývratů a bobřích hrází, proto je jako vodácká trasa poměrně obtížná. Rychlost proudu u ústí je 0,55 m/s.